# Берегова лінія Антарктиди
Антарктида — материк. який омивають води Південного океану. Берегова лінія Антарктиди формувалась через тектонічні рухи літосферних плит, зміни рівня Світового океану, дії гляціологічних та абразійних процесів тощо. Довжина берегової лінії материка дорівнює 18 000 км.
Берегова лінія Антарктиди серед інших материків має особливості. Лише близько 5 % берегової лінії Антарктиди суша, що зустрічається з морем, та не покрита льодом. Майже половина берегової лінії материку складається з шельфових льодів. Решта складається з льоду на скелях (38 %), шельфових льодів (44 %) і льодовикових язиків (13 %). Через складність кліматичних показників антарктична берегова лінія є більш динамічною, ніж на інших материках Землі, через просування льоду та формування айсбергів.

## Моря

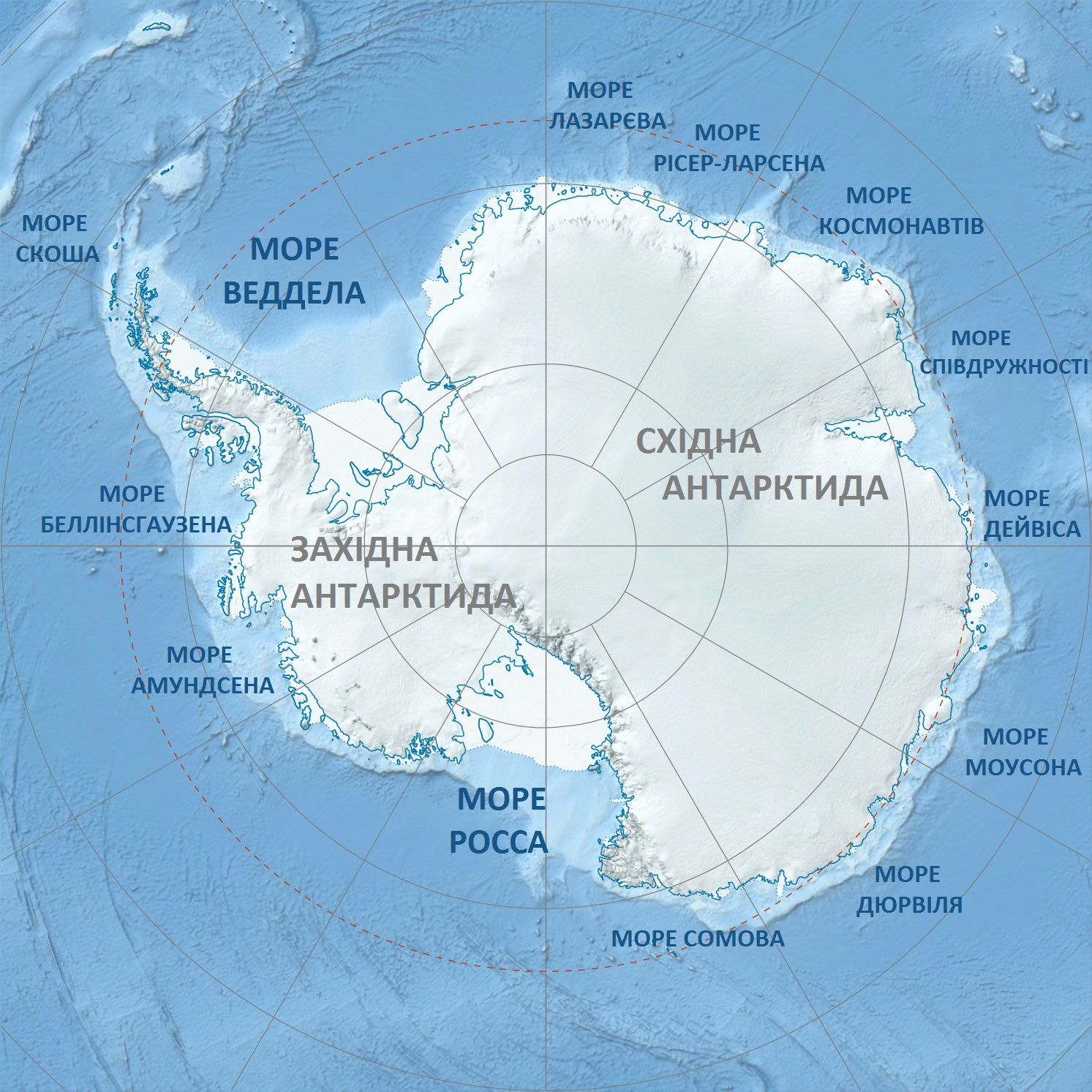
Моря Антарктиди

Біля берегів Антарктиди розташовано тільки окраїнні моря.
| №  | Назва          | Площа, км2 | Особливості                                                         |
| -- | -------------- | ---------- | ------------------------------------------------------------------- |
| 1  | Ведделла       | 2 920 тис. | Шельфовий льодовик Ронне, найглибше море Південного океану (6 820м) |
| 2  | Беллінсгаузена | 487 тис.   | Найбільша глибина — 4470 м                                          |
| 3  | Амундсена      | 98 тис.    | Середня глибина 286 м                                               |
| 4  | Росса          | 960 тис.   | Шельфовий льодовик Росса                                            |
| 5  | Сомова         | 1 150 тис. |                                                                     |
| 6  | Дюрвіля        | 315 тис.   |                                                                     |
| 7  | Моусона        | 330 тис.   | Наймілкіше море Південного океану                                   |
| 8  | Дейвіса        | 21 тис.    |                                                                     |
| 9  | Співдружності  | 258 тис.   |                                                                     |
| 10 | Космонавтов    | 700 тис.   | Найбільша глибина — 4798 м                                          |
| 11 | Рісер-Ларсена  | 1 138 тис. |                                                                     |
| 12 | Лазарєва       | 929 тис.   |                                                                     |

## Шельфові льодовики

Шельфові льодовики Антарктиди
Росса(472960 км²)
Ронне-Фільхнера(422420 км²)
Еймері(62620 км²)
Ларсена(48600 км²)
Рісер-Ларсена(48180 км²)
Фімбул(41060 км²)
Шаклетона(33820 км²)
Георга VI(23880 km²)
Західний(16370 км²)
Вілкінса(13680 км²)

Шельфові льодовики також формують берегову лінію. Найбільші з них: льодовик Росса та льодовик Роне.

## Півострови
На материку існує тільки один великий півострів — Антарктичний. Його площа 522 000 км2 і на 80 % він покрито льодом.

## Острови
Біля берегів Антарктиди розташовано багато материкових та вулканічних островів. Острів Олександра I — найбільший за площею острів біля материка. Острів займає площу близько 49 тис. км2. Він є другим за величиною в світі незаселеним островом. Другим за розмірами є острів Беркнер, який має площу 43 873 км2 .Третій за розміром острів в Антарктиді є острів Терстон, площею 15 тис.км2
Групи островів Південні Оркнейські та Південні Шетландські розташовані біля Атлантичного півострова.
На острові Галіндез, що за 7 км від західного узбережжя Антарктичного півострова, розташована українська антарктична наукова станція «Академік Вернадський».

## Протоки
Материк Антарктида відділено від найближчого до неї материку Південна Америка протокою Дрейка, яка є найширшою у світі. та з'єднує води Атлантичного та Тихого океанів